# Congerville-Thionville
Congerville-Thionville – miejscowość i gmina we Francji, w regionie Île-de-France, w departamencie Essonne.
Według danych na rok 1990 gminę zamieszkiwało 187 osób, a gęstość zaludnienia wynosiła 22 osób/km² (wśród 1287 gmin regionu Île-de-France Congerville-Thionville plasuje się na 1002. miejscu pod względem liczby ludności, natomiast pod względem powierzchni na miejscu 454.).